# Kutusaaret (ö i Mellersta Finland)
Kutusaaret är en ö i Finland. Den ligger i sjön Ylä-Keitele och i kommunen Viitasaari i den ekonomiska regionen  Saarijärvi-Viitasaari och landskapet Mellersta Finland, i den centrala delen av landet, 300 km norr om huvudstaden Helsingfors. Öns area är 1,2 hektar och dess största längd är 280 meter i sydöst-nordvästlig riktning.  Notera att namnet antyder att det är fråga om flera öar.